# 皇宮 (東加)

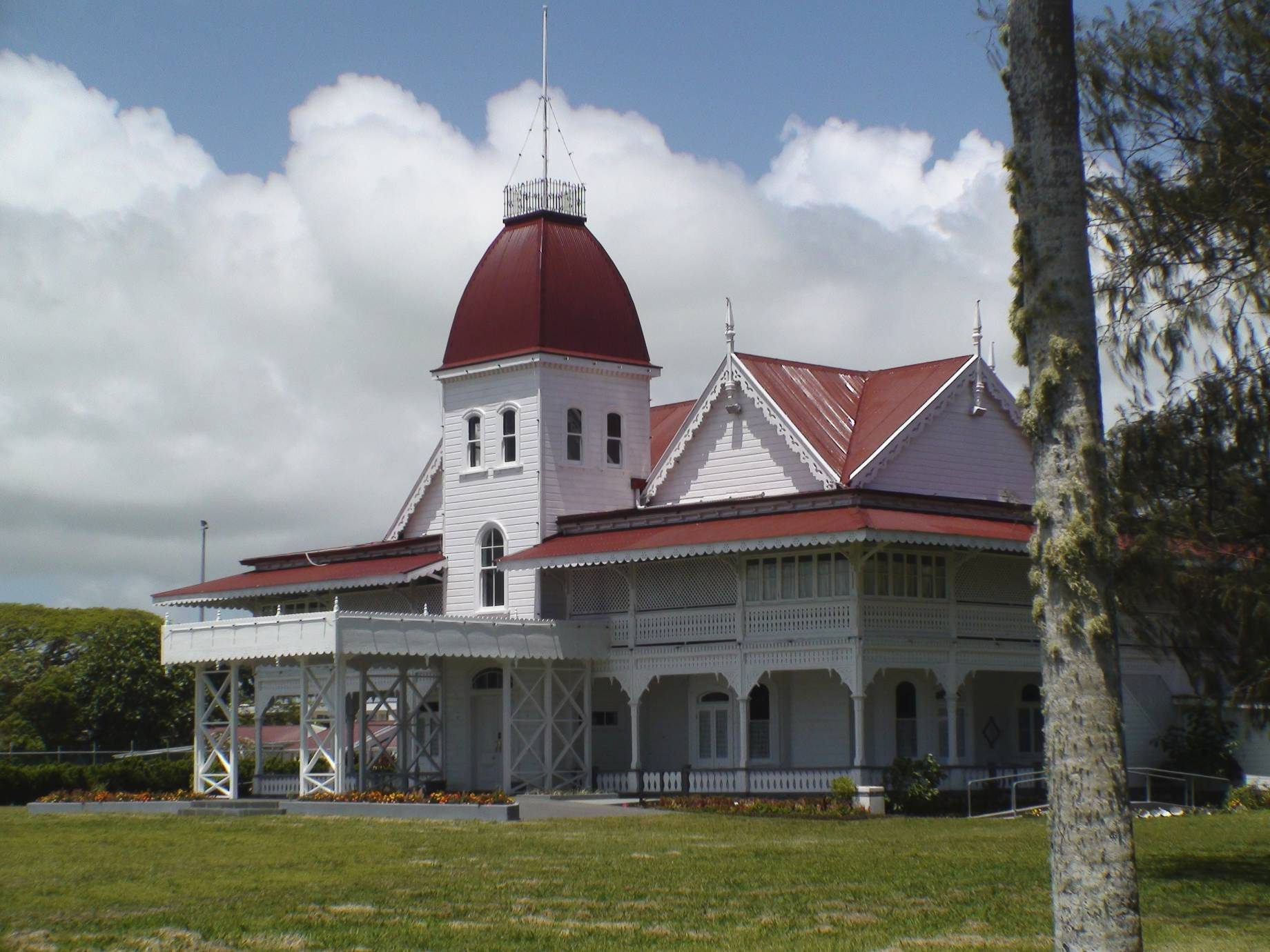
皇宮

東加皇宮是東加王國的王宮，建於1867年。由木材打造，王宮位於努库阿洛法西北部，臨近太平洋。尽管它没有向公众开放，但仍然可以从江边看到。